# Toyota Picnic
Der Toyota Picnic, Toyota Ipsum oder Toyota SportsVan ist ein Van von Toyota auf Basis des Toyota Carina.
Im Sommer 1996 fand die Markteinführung in Europa statt. Zu Verkaufsbeginn war er nur mit einem 2,0-l-Benziner mit 94 kW (128 PS) lieferbar. Ab Sommer 1997 wurde das Modellprogramm durch einen 2,2 Liter großen Turbodiesel mit 66 kW (90 PS) ergänzt.

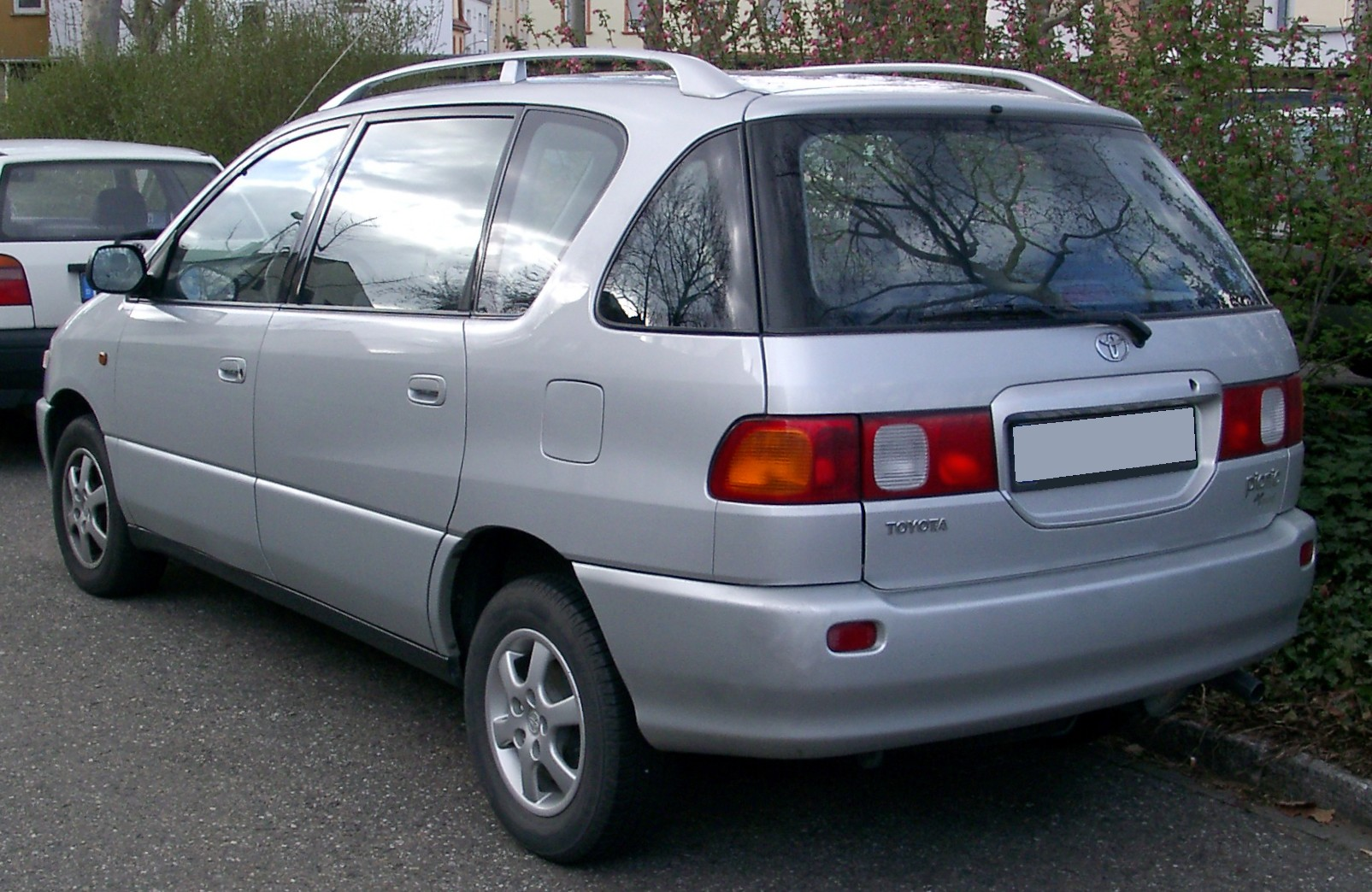
Heckansicht

Der Toyota Picnic hat wahlweise sechs oder sieben Sitze, jedoch bleiben nur noch 180 Liter Kofferraumvolumen übrig, wenn die Sitze in der dritten Reihe eingebaut sind. Ohne die hinteren Sitze beträgt das Kofferraumvolumen 580 Liter. Von der Sicherheitsausstattung her war der Picnic mit zwei Airbags und ABS bei seiner Markteinführung auf der Höhe der Zeit. Die Ausstattung wurde aber nie durch Seitenairbags ergänzt. Von der Verarbeitung und seiner Zuverlässigkeit her zählt der Picnic zur Spitze in seinem Fahrzeugsegment.
Es fand jedoch keine einzige Modellpflege statt, wodurch der Picnic später nicht mehr mit seiner moderneren Konkurrenz mithalten konnte. Trotzdem wurden in Deutschland 1999 noch insgesamt 4000 Fahrzeuge verkauft.
Im Sommer 2001 erfolgte nach knapp fünf Jahren die Produktionseinstellung des Picnic. Er wurde von dem Toyota Avensis Verso abgelöst.

## Technische Daten
|                                             | 2.0                         | 2.2 TD                     |
| Bauzeitraum                                 | 05/1996–07/2001             | 08/1997–07/2001            |
| Motorkenndaten                              |                             |                            |
| Motortyp                                    | R4-Ottomotor                | R4-Dieselmotor             |
| Anzahl Ventile                              | 16                          | 8                          |
| Ventilsteuerung                             | DOHC, Zahnriemen            | OHC, Zahnriemen            |
| Gemischaufbereitung                         | Multi-Point-Einspritzung    | Wirbelkammereinspritzung   |
| Motoraufladung                              | —                           | Turbolader                 |
| Motorkennung                                | 3S-FE                       | 3C-TE                      |
| Bohrung × Hub                               | 86,0 × 86,0 mm              | 86,0 × 94,0 mm             |
| Hubraum                                     | 1998 cm³                    | 2184 cm³                   |
| Verdichtungsverhältnis                      | 9,5:1                       | 22,6:1                     |
| max. Leistung                               | 94 kW (128 PS) bei 5400/min | 66 kW (90 PS) bei 4000/min |
| max. Drehmoment                             | 178 Nm bei 4400/min         | 205 Nm bei 2200/min        |
| Kraftübertragung                            |                             |                            |
| Antrieb, serienmäßig                        | Vorderradantrieb            | Vorderradantrieb           |
| Getriebe, serienmäßig                       | 5-Gang-Schaltgetriebe       | 5-Gang-Schaltgetriebe      |
| Getriebe, optional                          | 4-Gang-Automatikgetriebe    | —                          |
| Messwerte                                   |                             |                            |
| Höchstgeschwindigkeit                       | 180 km/h [175 km/h]         | 165 km/h                   |
| Beschleunigung, 0–100 km/h                  | 10,8 s [11,7 s]             | 13,9 s                     |
| Kraftstoffverbrauch auf 100 km (kombiniert) | 9,0 l Super [9,5 l Super]   | 7,7 l Diesel               |
| CO2-Emission (kombiniert)                   | 215 g/km [232 g/km]         | 183 g/km                   |
| Werte im [ ] für Automatikgetriebe.         |                             |                            |